# Mordellistena smithi
Mordellistena smithi là một loài bọ cánh cứng trong họ Mordellidae. Loài này được Dury miêu tả khoa học năm 1902.